# Aston Martin DBR9
L'Aston Martin DBR9 è una vettura da competizione della Aston Martin Racing, costruita a partire dal 2005. La sigla DBR9 deriva dalla DBR1, vincitrice nel 1959 della 24 Ore di Le Mans e del Campionato Mondiale per Vetture Sport, così chiamata dalle iniziali dell'allora proprietario David Brown.

## Caratteristiche tecniche
Basata sulla versione stradale DB9, la DBR9 ne mantiene il telaio, il blocco motore e le teste cilindri del motore V12. Il resto della vettura è riprogettato per le competizioni. La carrozzeria DBR9 è una miscela ottimale di prestazioni aerodinamiche e lo stile della vettura stradale DB9. Tutti i pannelli della carrozzeria sono costruiti da compositi in fibra di carbonio (ad eccezione del tetto) per ridurre al minimo il peso della vettura. Per completare il corpo aerodinamico, il fondo della vettura è piatto, dalla parte anteriore fino al diffusore posteriore. Per ottimizzare la deportanza posteriore è stata aggiunta un'ala in fibra di carbonio.
Per la 24 Ore di Le Mans del 2007, la Prodrive ha apportato delle modifiche al progetto DBR9, al fine non solo di migliorare le prestazioni, ma anche per aumentare il comfort dei piloti. A causa delle nuove normative messe in atto dagli organizzatori di Le Mans, la DBR9 ha richiesto l'installazione di un impianto di aria condizionata per prevenire un eccesso di stress dei piloti. La Prodrive è anche andata oltre, applicando un tetto bianco termoisolante su tutte le auto nuove per aiutare a mantenere bassa la temperatura della cabina di guida.

## Risultati sportivi

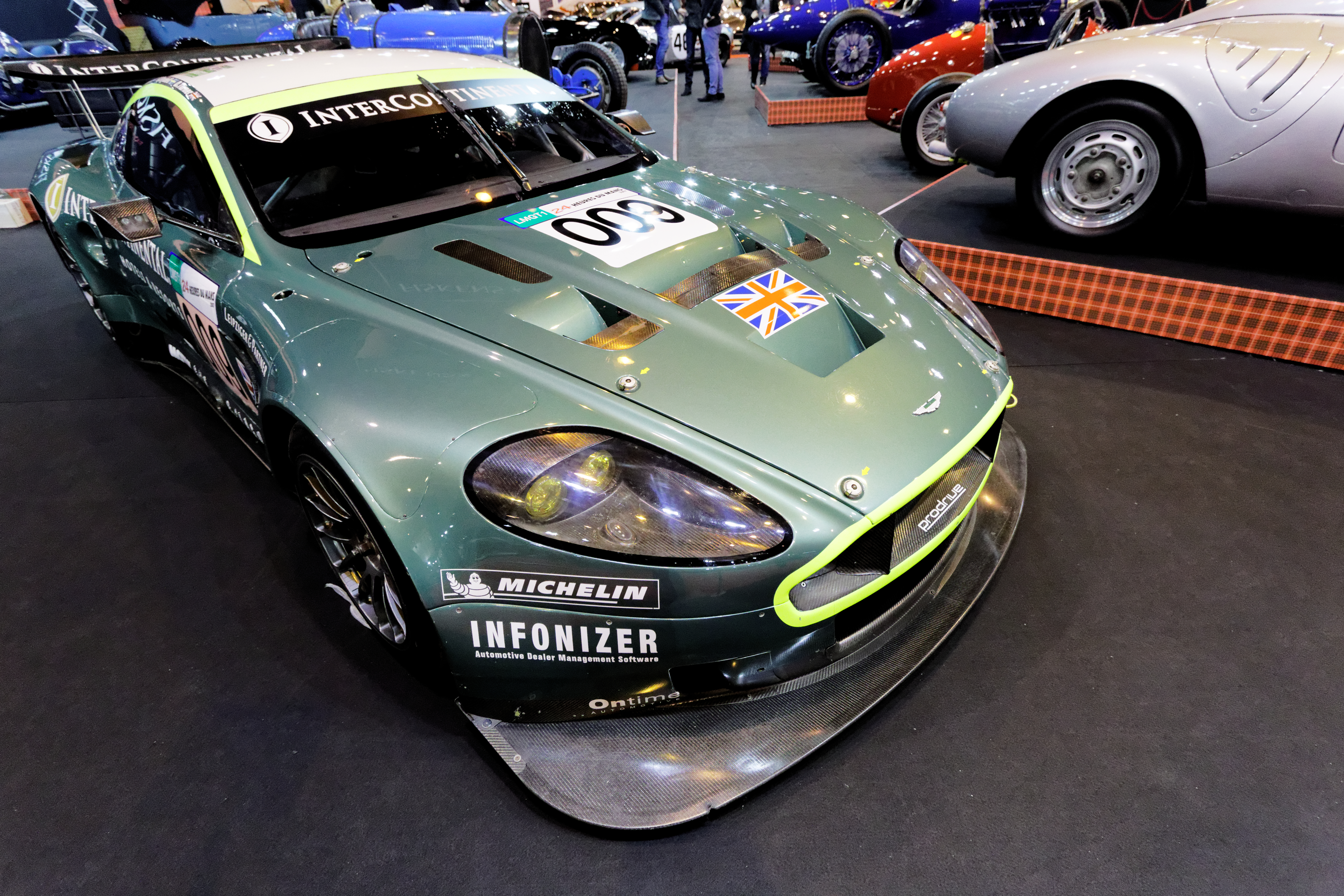
La DBR9 vincitrice di classe a Le Mans 2007

La prima versione costruita, identificata dal telaio DBR9/1, ha corso alla 24 Ore di Le Mans nel 2005 nell'ambito della Aston Martin Racing e ha ottenuto sei vittorie di classe di cui una alla 12 Ore di Sebring del 2005.
I risultati sportivi più prestigiosi sono stati ottenuti nel 2007 e nel 2008, l'Aston Martin DBR9 schierata tramite il team Prodrive di David Richards si è aggiudicata la vittoria di classe GT1 alla 24 Ore di Le Mans; la vettura è utilizzata anche nei campionati: American Le Mans Series, Le Mans Series e FIA GT, cogliendo innumerevoli successi.
Un'alternativa più economica della Aston Martin DBR9 è la DBR9S, anch'essa basata sulla stradale DB9. Mentre la DBR9 è destinata a grandi scuderie che partecipano a competizioni internazionali, in particolare nel Campionato FIA GT e alla 24 Ore di Le Mans, la DBRS9 è destinata alle squadre partecipanti in classe FIA GT3 e altri campionati nazionali e internazionali GT2/GT3/GT4 e GTC.
Nel 2009, il principale impegno sportivo della Prodrive nell'endurance si concentra invece su un programma in classe LMP1, sullo sport prototipo Lola-Aston Martin B09/60 viene installato il collaudato motore V12 della DBR9, dotato di iniezione diretta. Le DBR9 affidate a team privati, continuano a correre nelle varie competizioni in giro per il mondo, ottenendo al contempo importanti risultati, come la vittoria della DBR9 del team francese Hexis AMR nel campionato FIA GT1 del 2011.